# Spelze

Schematische Darstellung und Blütendiagramm eines zweiblütigen Ährchens eines Süßgrases

Spelze in grün

Eine Spelze ist ein Hochblatt im Ährchen, dem Teilblütenstand der Süßgräser (Poaceae) und der Sauergräser (Cyperaceae). Spelzen sind meist trockenhäutig und umgeben schützend die Blüten.
Die Sauergräser haben nur eine Spelze, sie ist das Deckblatt einer jeden Blüte.
Bei den Süßgräsern sind im Ährchen mehrere Spelzen vorhanden. Form und auch Anzahl der Spelzen sind vielfach charakteristische Bestimmungsmerkmale für die Grasarten.
Beim Dreschen und Worfeln werden die Spelzen von Getreiden entfernt, die zu Getreideprodukten verarbeitet werden sollen, und bilden zusammen mit Hülsen, Grannen, Samenhüllen und Stängelteilen die Spreu.

## Hüllspelze

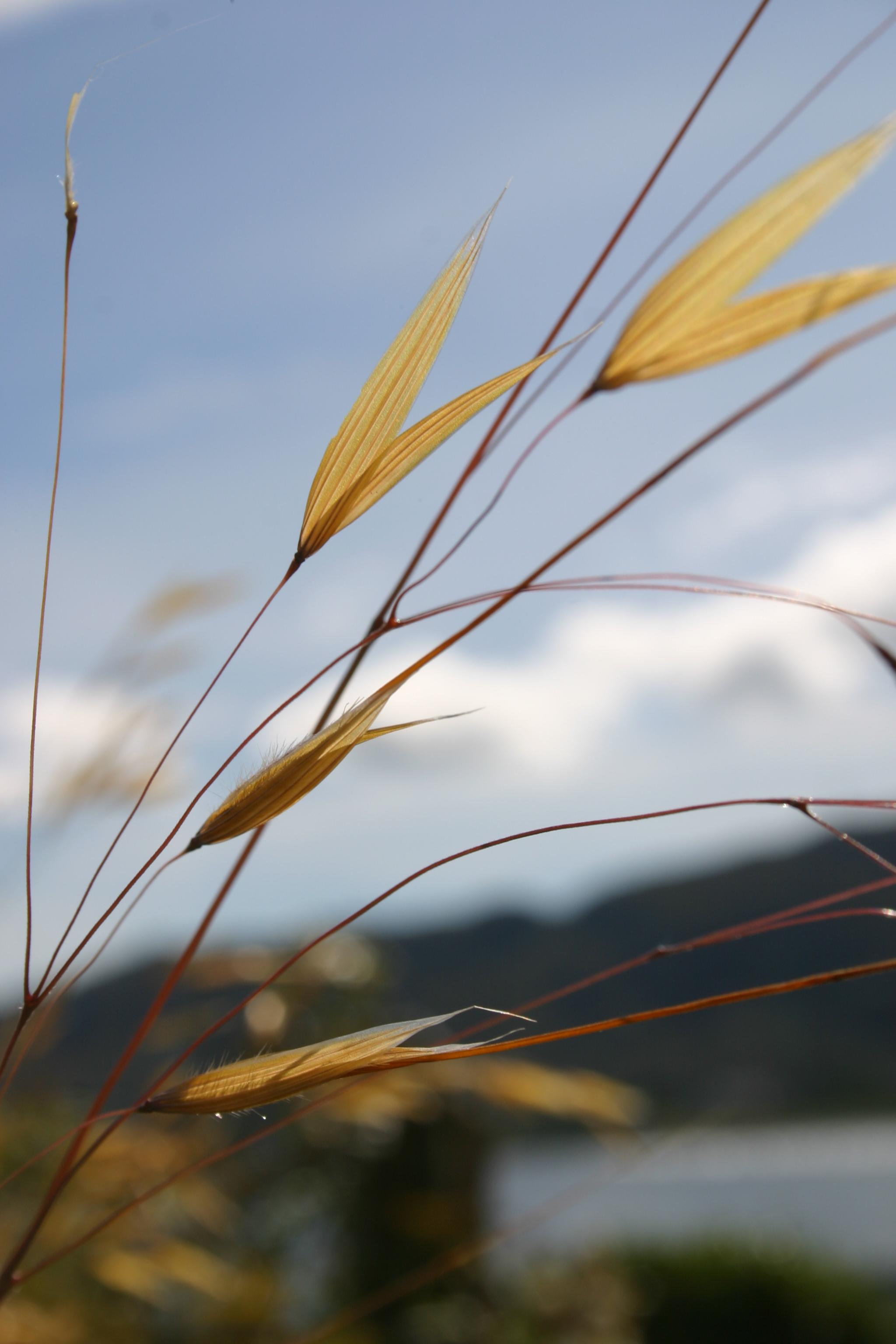
Hüllspelzen verbleiben an der Pflanze

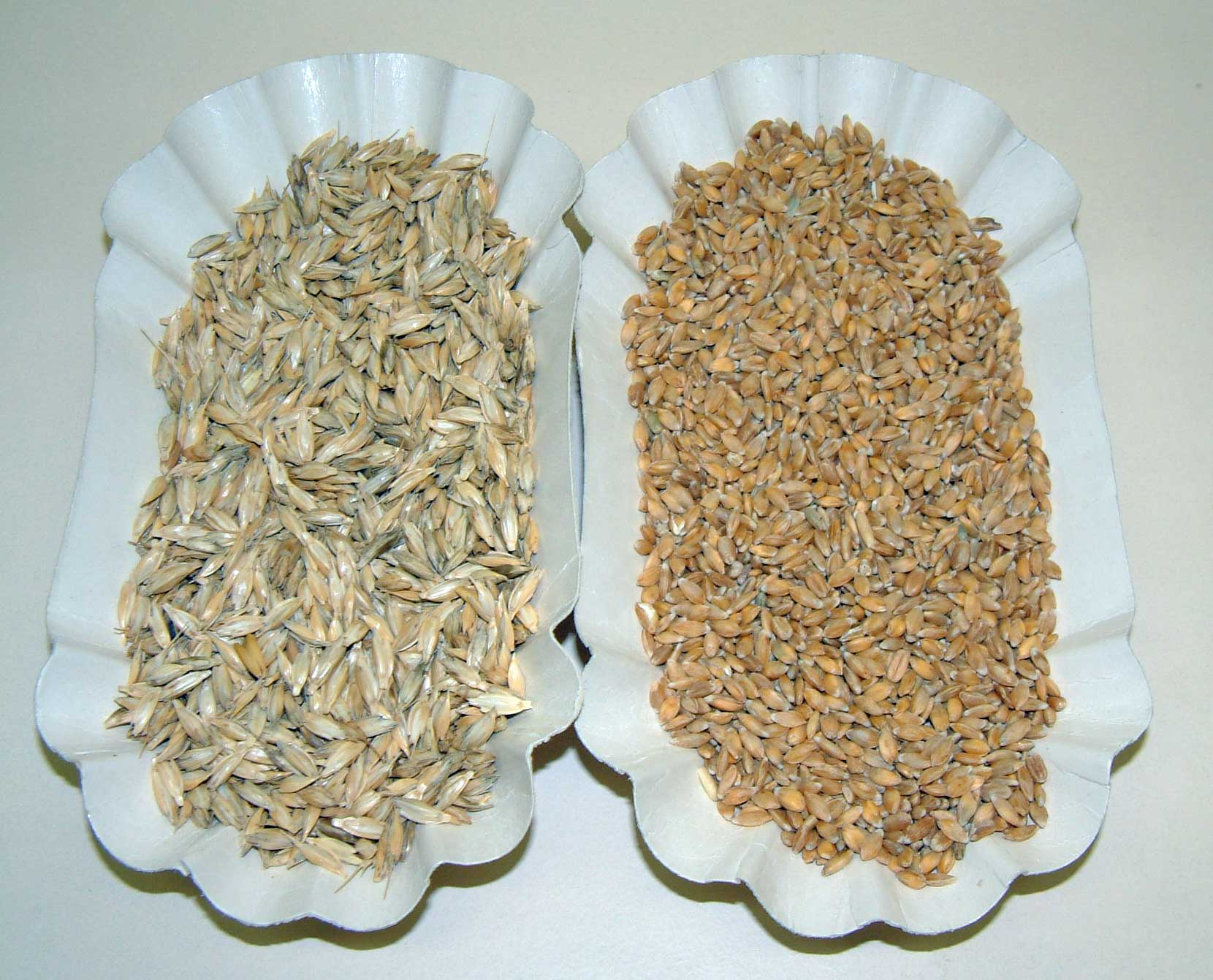
Einkorn links in Spelzen, rechts entspelzt

Zwei Hüllspelzen oder Glumae (Singular: Gluma) sitzen am Grund des Ährchens. Vor der Blüte, im Knospenstadium, umhüllen sie das ganze Ährchen ähnlich wie Knospenschuppen. Meist werden zwei Hüllspelzen gebildet, eine untere und eine obere. Mehr als zwei werden nie gebildet. Die bei manchen Arten als dritte und vierte Hüllspelze bezeichneten Spelzen sind Deckspelzen, deren Blütchen stark reduziert sind. Bei manchen Arten ist die Zahl der Hüllspelzen reduziert: Bei den Lolch-Arten (Lolium) fehlt die untere Hüllspelze, lediglich beim endständigen Ährchen sind beide Hüllspelzen vorhanden. Bei der Gattung der Fingerhirsen (Digitaria) ist die untere Hüllspelze zu einer Schuppe reduziert, beim Borstgras (Nardus stricta) sind beide zu kleinen, spitzen Schuppen reduziert. Größe, Form, Nervatur, Konsistenz und Behaarung sind sehr vielfältig. Die einfachste Form ist lanzettlich, mehrnervig, häutig und grün, wobei die untere Hüllspelze meist kürzer als die obere ist.

## Deckspelze
Eine Deckspelze oder Lemma (Palea inferior) steht an der Achse des Ährchens. Je nach Anzahl der Blüten im Ährchen gibt es eine bis mehrere Deckspelzen, jede hüllt zusammen mit einer Vorspelze eine einzelne Blüte ein, die in ihrer Achsel entspringt. Die Deckspelze ist das Deckblatt (Tragblatt) einer Blüte. Deckspelzen sind wesentlich vielfältiger als die Hüllspelzen. In der einfachen Form sind sie den Hüllspelzen ähnlich. Bei derbhäutigen Deckspelzen kann eine Keimspalte vorgebildet sein, etwa bei verschiedenen Hirsen (Panicum, Setaria, Echinochloa crus-galli). Bei vielen Pflanzensippen tragen die Deckspelzen Grannen. Diese ist meist eine Verlängerung des Mittelnervs. Die Granne kann gerade oder gekniet sein, oder auch im unteren Teil hobelspanartig gedreht. Selten ist die Bildung von mehreren Grannen pro Spelze, die dann aus den Seitennerven hervorgehen.

## Vorspelze
Die Vorspelze oder Palea (Palea superior, seltener auch Glumella) steht an der Achse einer Blüte innerhalb des Ährchens. Pro Blüte wird eine Vorspelze gebildet. Zur Herkunft der Vorspelze gibt es zwei Hypothesen: Nach der einen ist sie das Vorblatt der Blüte, nach der anderen ist sie aus zwei Blättern des äußeren Perigonkreises entstanden. Die Vorspelze sitzt adaxial zum Fruchtknoten, also zur Ährchenachse hin. Sie ist wesentlich einförmiger gestaltet als die anderen Spelzen: meist zweinervig, schmal, langgestreckt und mit zwei Spitzen am oberen Ende. Häufig sind sie deutlich gekielt, wobei zwischen den beiden Kielen der beiden Nerven eine Rinne gebildet wird. Bei reduzierten Blüten ist die Vorspelze häufig verkümmert, sehr selten ist sie bei ausgebildeten Blüten verkümmert, etwa in der Gattung der Straußgräser (Agrostis).